# 李周浩
李 周浩（リー・ジュホ、Joo-Ho Lee、1970年(昭和45年)8月12日 －）は、ロボット研究者、博士（工学）（東京大学、1999年）。韓国出身で、高麗大学の学生時代に日本マイクロマウス全国大会での優勝経験がある。現在は立命館大学情報理工学部教授。ヒューマンマシンインターフェースや空間知能化などの研究に従事し、情報掲示ロボットなどを開発。マイクロマウス大会の実行委員も務める。

## 来歴・人物
韓国ソウル生まれ。子供の頃、悪と戦う正義のロボットアニメを見てロボット科学者に憧れた。高校時代からヘビメタ好きでディープ・パープルの大ファン。高麗大学ではマイクロマウス製作に取り組み、1995年の第16回全日本マイクロマウス全国大会エキスパートクラスで優勝している。
専門は電気電子工学。ロボット工学。情報理工学。システムインテグレーション。空間知能化。サービスロボット。新しい3次元メディア。インタフェース。医療看護介護工学。

## 経歴

### 略歴
- 1993年2月 - 高麗大学校大学院 電気工学科卒業、工学学士[2]
- 1995年8月 - 高麗大学校大学院 電気工学専攻 修士課程修了、工学修士[2][1]
- 1999年3月 - 東京大学大学院工学系研究科 電子情報工学専攻 博士後期課程修了、博士（工学）[2]
- 1999年4月 - 東京大学生産技術研究所 研究機関研究員[11]
- 2000年 - 日本学術振興会（JSPS）外国人特別研究員[11]
- 2003年 - 東京理科大学工学部 助手[1][11]
- 2004年 - 立命館大学情報理工学部・情報コミュニケーション学科 助教授（2007年より准教授）[8][11]
- 2008年9月 - カーネギーメロン大学客員研究員[12]
- 2012年 - 立命館大学情報理工学部 教授[8][11]

### 受賞歴
- 1995年11月 - 第16回全日本マイクロマウス全国大会エキスパートクラス 優勝および最優秀技術賞[4]
- 2011年12月 - SII2011 Young Author's Award[13]
- 2012年12月 - 計測自動制御学会 貢献表彰[13]
- 2013年11月 - IEEE Industrial Electronics Society、Best Paper in Session[13]
- 2015年1月 - The Society of CAD/CAM Engineers、Gaheon Award[13]
- 2017年7月 - URAI2017、Outstanding Paper Award[14]

### 社会的活動
- IEEE[11]
- 日本ロボット学会[8]
- 日本機械学会[1]
- 電気学会[11]
- 計測自動制御学会[11]
- ヒューマンインターフェース学会[11]
- マイクロマウス実行委員会[9]

## 著作

### 学位論文
- 李周浩『A study on an intelligent localization scheme for mobile robots under cooperative environment』東京大学〈博士論文（甲第14243号、博工第4369号）〉、1999年3月29日。日本語題名『環境と協調する移動ロボットのための自己位置及び自己認識に関する研究』

### 著書（分担執筆）
- Hashimoto Hideki, Noriaki Ando, Joo-Ho Lee (November 2001). “The Performance of Mobile Robots Controlled Through the Web”. In Ken Goldberg, Roland Siegwart. Beyond Webcams: An Introduction to Online Robots. The MIT Press. ISBN 9780262072250
- Joo-Ho Lee, Kazuyuki Morioka, Hideki Hashimoto (November 2004). “Intelligent Space and Mobile Robots”. In Richard Zurawski(Editor). Industrial Information Technology Handbook. CRC Press. ISBN 9780849319853
- Kazuyuki Morioka, Joo-Ho Lee, Hideki Hashimoto (July 2008). “Intelligent Space for Human Centered Robotics”. In Ho Seok Ahn. Advances in Service Robotics. InTech. pp. 181-192. doi:10.5772/5942. ISBN 978-953-7619-02-2
- 松原仁、野田五十樹、松野文俊、稲見昌彦、大須賀公一 編 編『ロボット情報学ハンドブック』ナノオクトニクス・エナジー出版局、2010年3月、792-797頁。ISBN 978-4764955073。
- Joo-Ho Lee (June 2014). “Reconfigurable Intelligent Space and the Mobile Module for Flexible Smart Space”. In Mohammad Ilyas, Sami S. Alwakeel, Mohammed M. Alwakeel, el-Hadi M. Aggoune. Sensor Networks for Sustainable Development. CRC Press. pp. 83-103. ISBN 9781466582064

### 解説
- Joo-Ho LEE、Hideki HASHIMOTO「Physical Agent in Intelligent Space」『生産研究』第52巻第5号、2000年5月、214-218頁。（英語）
- 李周浩「楽しめ！ アメリカンライフ」『日本ロボット学会誌』第27巻第6号、2009年7月、640-642頁。
- 李周浩「知能化家電とのインタラクション」『日本ロボット学会誌』第32巻第3号、2014年4月、244-247頁。